# Осада Мотии
Осада Мотии Дионисием Старшим в 398 или 397 до н. э. — военная операция сиракузян и их союзников в ходе Второй Карфагенской войны.

## Западный поход Дионисия
Сиракузский тиран начал военные действия против карфагенян с нанесения удара по их главной базе на Сицилии — крепости на островке Мотия у западного побережья, в районе горы Эрикс. Выступив в начале лета 398 года из Сиракуз с войском из мобилизованных граждан, наёмников и союзников, он двинулся на запад в сопровождении флота из почти двухсот военных и не менее чем пятисот транспортных кораблей. Греческая армия состояла из 80 000 пехоты и более чем трех тысяч всадников.
По дороге к войску присоединились подкрепления из немедленно свергнувших карфагенскую власть греческих городов: сначала из Камарины, затем из Гелы и Акраганта, и наконец из Гимеры, с южного побережья острова. Населявшие Эрикс элимы были впечатлены размерами греческого войска и также присоединились к нему, поскольку ненавидели карфагенян.
Остров Мотия, ныне Изола-Сан-Панталео, имеет почти круглую форму и расположен в узкой лагуне между Сицилией и более крупным L-образным островом Изола-Гранде, который защищает его со стороны открытого моря.
Жители Мотии, по словам Диодора Сицилийского, не сомневались, что станут первой целью Дионисия, и были полны решимости бороться с греками. Город располагался на островке в шести стадиях (чуть больше километра) от сицилийского побережья и был замечателен красотой и большим количеством строений прекрасной архитектуры, а также богатством жителей. С Сицилией островок соединялся узкой дамбой, которую мотийцы разрушили в ожидании вражеского нападения. Изучив вместе со своими инженерами расположение крепости, Дионисий распорядился насыпать новую дамбу, подвозя мусор и грунт на транспортных кораблях. Поручив работы своему брату наварху Лептину, тиран с пехотой выступил против созных карфагенянам городов. Сиканы, устрашенные величиной его армии, полностью перешли на сторону сиракузян, и только пять городов: карфагенские колонии Солунт и Панорм, и элимские Галикия, Эгеста и Энтелла не подчинились грекам. Дионисий опустошил земли Солунта и Панорма, а также Галикии, и вырубил все росшие там деревья, после чего большими силами повел энергичные осады Эгесты и Энтеллы.
Карфагенский командующий Гимилькон, занимавшийся сбором войск в метрополии, направил своего наварха с десятью триремами для проведения диверсии в Сиракузах, надеясь разделить силы Дионисия, принудив того послать часть флота на защиту города. Карфагенские триремы ночью вошли в сиракузскую гавань и уничтожили почти все пришвартованные корабли, после чего вернулись в Карфаген.

## Осада. Нападение Гимилькона
Тем временем Дионисий, опустошив принадлежавшую карфагенянам территорию, вновь подступил к Мотии. Чтобы ускорить осаду он увеличил число рабочих, сооружавших дамбу и начал подводить к городским стенам осадные машины. Гимилькон, узнав о том, что сиракузский тиран ввел свои корабли в гавань Мотии, решил при помощи внезапного нападения захватить вытащенные на берег галеры, тем самым завоевав господство на море и заставив противника отступить для обороны Сиракуз. Выйдя из Карфагена с сотней лучших трирем, Гимилькон ночью прибыл в Селинунт, обогнул Лилибейский мыс и на рассвете достиг Мотии. Застав греков врасплох, он сжег стоявшие у берега корабли, которым Дионисий не успел прийти на помощь. Затем карфагенский флот вошел в гавань и выстроился в линию, чтобы атаковать стоявшие там на якоре корабли противника. Дионисий расположил свои силы у входа в гавань, но не рискнул вступить в сражение, так как узость прохода вынудила бы вводить флот по частям и греческие корабли столкнулись бы с превосходящими их числом карфагенянами. Тиран использовал большое количество своей пехоты, чтобы вытащить корабли на берег и затем волоком перевезти через окружавшую гавань возвышенность. Огородив бревнами ровный и глинистый участок шириной в двадцать стадий, греки за день перетащили по нему восемьдесят трирем, после чего спустил на воду за пределами гавани. Гимилькон атаковал противника, но наткнулся на плотный обстрел лучников и пращников, которых Дионисий разместил на палубах; кроме того сиракузяне с берега открыли стрельбу по карфагенянам из стрелометных катапульт. Первое применение этого нового оружия навело сильный страх на неприятеля и Гимилькон, опасаясь окружения и не рассчитывая на победу в условиях двукратного превосходства греков в кораблях, воспользовался северным ветром и увел свой флот обратно в Африку.

## Штурм
Завершив сооружение дамбы, Дионисий подвёл к крепости осадные машины различных типов, начал долбить башни таранами и обстрел защитников из катапульт. Штурмовые шестиэтажные башни на колесах, превышавшие высотой городские строения, начали продвижение к стенам. Защитники подняли мачты со стрелковыми корзинами и начали обстрел башен зажигательными стрелами, но сиракузяне потушили начавшиеся пожары, в то время как тараны разрушили часть стены. В пролом с обеих сторон были стянуты крупные силы и в этом месте началось упорное сражение. Не имея достаточных сил для обороны стен, мотийцы, которым было некуда отступать и которых в случае поражения ожидало рабство, забаррикадировали узкие улочки города, превратив свои дома в сплошную линию обороны. Воины Дионисия, ворвавшиеся в пролом, оказались под сильным обстрелом карфагенских лучников, засевших на крышах. Сицилийцы вкатили через пролом осадные башни, с которых перекинули лестницы на крыши домов, очистили их от стрелков и завязали рукопашный бой с защитниками домов, с трудом преодолевая этот участок обороны.
Горожане отчаянно сражались, не имея надежды на спасение, греки же, атакуя с узких мостков и страдая от скученности в узких улицах, несли большие потери. Штурм продолжался несколько дней и каждый вечер Дионисий отзывал войска сигналом труб. Когда защитники привыкли к этой практике и также стали по вечерам отходить на отдых, тиран собрал отборный отряд под командованием Архилая и Фурия, и те ночью при помощи лестниц овладели ближайшими разрушенными домами, после чего вызвали на захваченный плацдарм основные силы. Мотийцы обнаружили продвижение противника слишком поздно, тем не менее они яростно атаковали греков, пытаясь вернуть утраченную позицию, в результате чего на улицах и в домах развернулось новое жестокое сражение. Сицилийцы, непрерывно перебрасывавшие по лестницам подкрепления, в конце концов сломили сопротивление карфагенян благодаря своему численному превосходству.

Тотчас же вся армия Дионисия бросилась внутрь Мотии и крепость была целиком завалена трупами, ибо сицилийцы, соперничавшие в жестокости с карфагенянами, без жалости убивали всех встречных обитателей, не разбирая ни женщин, ни детей, ни стариков.— Диодор Сицилийский. Историческая библиотека (книга XIV, глава 53, 1).
Дионисий, стремившийся захватить население для продажи в рабство, пытался остановить резню, но, видя, что войска его не слушают, через глашатаев призвал жителей укрыться в храмах, где греки не осмеливались их трогать. После прекращения побоища тиран отдал город на разграбление, чтобы приохотить своих людей к войне. Архилай, который первым поднялся на стену, получил в награду сто мин. Население Мотии было продано в рабство, греки во главе с Диоменом, сражавшиеся на стороне защитников, были распяты.
В захваченной Мотии был поставлен гарнизон, почти целиком состоявший из сицилийцев, под командованием сиракузянина Битона. Наварх Лифиний со ста двадцатью кораблями получил приказ пресекать любые попытки карфагенян переправиться на Сицилию, а также ему было поручено блокировать Эгесту и Энтеллу. Поскольку лето подходило к концу, сам тиран с основными силами вернулся в Сиракузы.

## Комментарии
1. ↑  Датировка по хронологии Ю. Белоха, принятой Э. Д. Фроловым (Фролов, с. 372)
2. ↑  Хусс предполагает, что им был Магон (Хусс, с. 91)